# Fioletovaya
Fioletovaya (en ruso: Фиолетовая) es una variedad cultivar de ciruelo (Prunus domestica), de las denominadas ciruelas europeas,
una variedad de ciruela obtenida en el "Instituto Panruso de Selección y Tecnología de Horticultura y Viveros". Las frutas tienen un tamaño mediano, son de forma ovalada asimétrica, el aspecto del fruto es bueno sin estrías, la sutura ventral está moderadamente desarrollada, color de piel púrpura violeta, y pulpa de color verde amarillento, la consistencia es firme y jugosidad promedio, su sabor es agradable, agridulce,.

## Sinonimia
- "Фиолетовая",
- "Violeta",
- "Слива Фиолетовая",
- "Sliva Fioletovaya".[4][5]

## Historia
'Fioletovaya' es una variedad de ciruela creada en el "Instituto Panruso de Selección y Tecnología de Horticultura y Viveros" gracias al equipo de obtentores formado por H.K. Enikeev y, S.N. Satarova mediante hibridación de la variedad 'Victoria' como "Parental Madre" x el polen de la variedad 'Skorospelka Krasnaya' como "Parental Padre".
'Fioletovaya' está inscrita en el "Registro Estatal" para la Región Central de Rusia desde el año 1997.

## Características
'Fioletovaya' es un árbol que está por debajo del promedio - 3 m. La copa es ovalada. Tronco con la corteza gris oscura, la superficie es rugosa, la densidad de las lenticelas es superior a la media. El brote es ligeramente curvado, el tamaño de los entrenudos es promedio. La forma del capullo floral es ovoide cónico, el vegetativo es cónico. La forma del ápice es puntiaguda. Limbo de la hoja con la forma de la base cuneiforme, la longitud es de 9,5 cm, la anchura es de 5,3 cm, curvada a lo largo de la nervadura en la base, la consistencia es media, la pubescencia está ausente. La cantidad de serración es media. Pecíolo con antocianina, el tamaño de las glándulas es medio, el color es amarillo verdoso. Las estípulas están disecadas, la longitud es media, el color es verde claro. Flor con un número de capullos de 2, la forma de la corola tiene forma de platillo, el diámetro de la corola es medio. Los pétalos son obovados, de 13 mm de largo y 10 mm de ancho, y su tamaño (largo x ancho) es de 130 mm². Los brotes y los pétalos son blancos; los pétalos no son ondulados. El pistilo mide 20 mm de largo, el estilo es recto y el estigma es redondeado. El cáliz no presenta pubescencia; los sépalos son ovados, de 6 mm de largo y 4 mm de ancho. Auto fértil. El brote termina su crecimiento en la tercera década de junio y el período vegetativo en la primera década de octubre.
'Fioletovaya' tiene frutos de tamaño mediano con un peso promedio de 25 gr, de forma ovalada asimétrica, el aspecto del fruto es bueno sin estrías, la sutura ventral está moderadamente desarrollada, valvas desiguales; piel de grosor medio, con un color púrpura violeta, no hay pubescencia, hay una capa de pruina azulada de consistencia media; el pedúnculo mide 14 mm de largo y 1,4 mm de ancho, la unión del pedúnculo al fruto es media; la pulpa es de color verde amarillento, la consistencia es firme y jugosidad promedio, su sabor es agradable, agridulce, con contenido de azúcar del 8,4 % y el índice de acidez es de 5,5.
Hueso es semi adherente, de 31 mm de largo, con la parte superior puntiaguda y la base alargada, con la sutura dorsal semiabierta en la parte superior y la sutura ventral mediana, con la nervadura central débilmente pronunciada y las laterales poco visibles, sin quilla, con la superficie picada y tuberculada.
El fruto madura en la segunda y tercera decena de agosto. Los frutos son transportables.

## Usos
La variedad es importante para la jardinería amateur y la selección. En este último caso, como fuente de auto fertilidad para obtener híbridos con esta cualidad.